# جراندون رودس
جراندون رودس (بالإنجليزية: Grandon Rhodes) هو ممثل أمريكي، ولد في 7 أغسطس 1904 في جيرسي سيتي في الولايات المتحدة، وتوفي في 9 يونيو 1987 في إنسينو ‏ في الولايات المتحدة.

## أعمال

### أفلام
- (1944) ويلسون
- (1950) كل رجال الملك
- (1950) ولدوا بالأمس
- (1951) قصة محقق
- (1953) بيت الشمع
- (1955) محاكمة

## وصلات خارجية
- جراندون رودس على موقع IMDb (الإنجليزية)
- جراندون رودس على موقع أول موفي (الإنجليزية)
- جراندون رودس على موقع قاعدة بيانات برودواي على الإنترنت (الإنجليزية)
- جراندون رودس على موقع قاعدة بيانات الفيلم (الإنجليزية)